# Oreopanax compactus
Oreopanax compactus är en araliaväxtart som beskrevs av M.J.Cannon och Cannon. Oreopanax compactus ingår i släktet Oreopanax och familjen Araliaceae. Inga underarter finns listade.